# ویل ملور
ویل ملور (انگلیسی: Will Mellor؛ زادهٔ ۳ آوریل ۱۹۷۶) یک هنرپیشه است.